# Paolo Tiralongo

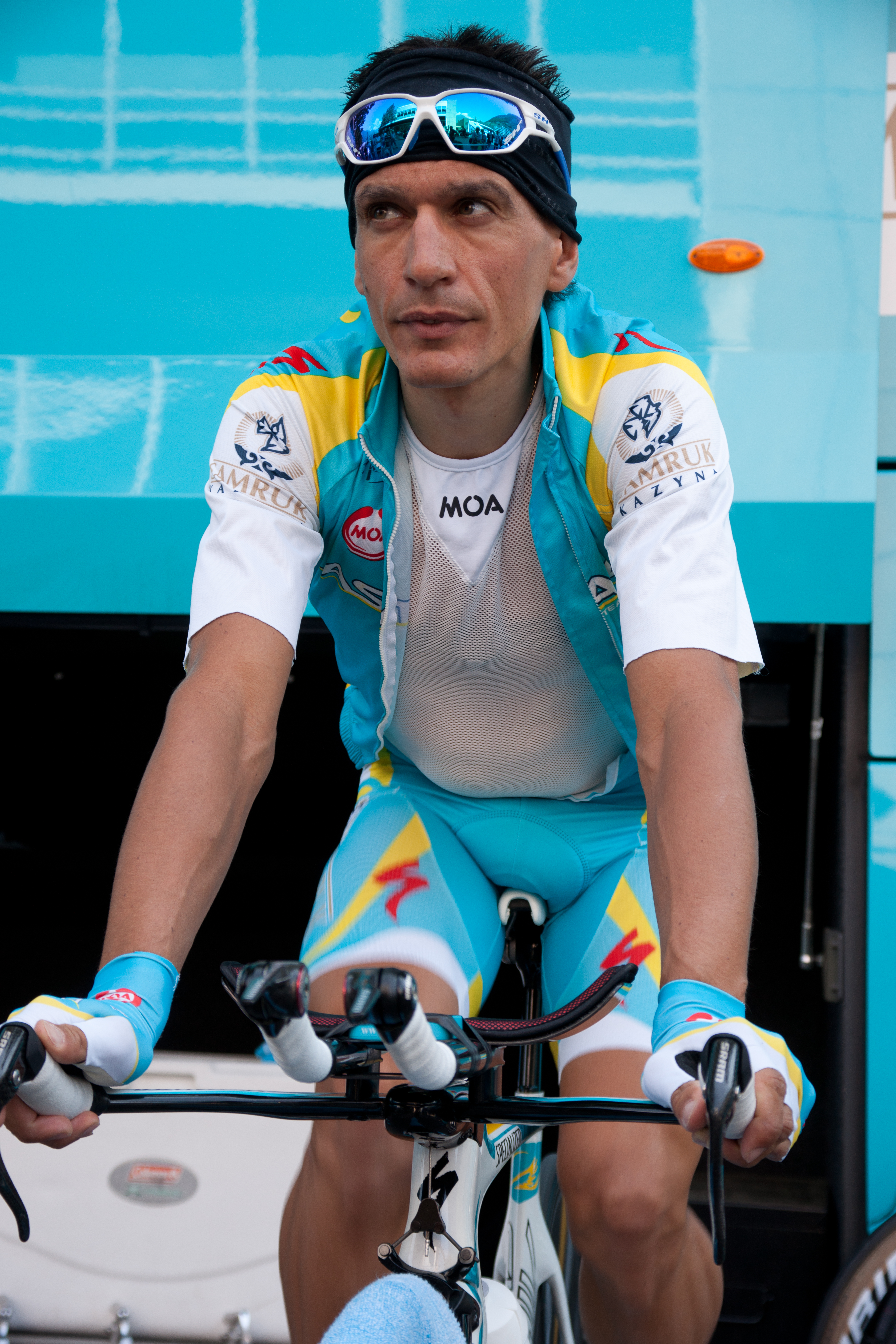
Paolo Tiralongo bei der Tour de Romandie 2011

Paolo Tiralongo (* 8. Juli 1977 in Avola) ist ein italienischer Radrennfahrer.

## Karriere
Paolo Tiralongo beendete 1998 das U23-Rennen Giro Ciclistico d’Italia auf dem dritten Gesamtrang. 2000 wurde er Profi bei dem italienischen Radsportteam Fassa Bortolo. Er fuhr dort drei Jahre und wechselte dann zu Ceramiche Panaria. Sein bestes Ergebnis in seiner ersten Saison dort war ein zweiter Etappenplatz beim Giro hinter Kurt Asle Arvesen. Seit 2006 fährt Tiralongo für das italienische ProTour-Team Lampre-Fondital. Beim Giro d’Italia wurde er aus einer Ausreißergruppe raus Dritter der 14. Etappe, nur sieben Sekunden hinter Luis Felipe Laverde. 2010 wechselte er zum Team Astana. 2011 gelang ihm kurz vor seinem 34. Geburtstag der erste Profierfolg beim Giro d’Italia, als er die 19. Etappe nach Macugnaga vor seinem letztjährigen Teamkollegen Alberto Contador gewann. Ein Jahr später folgte beim Giro d’Italia bereits sein nächster Profisieg. Wie schon im Jahr zuvor konnte er sich bei einer Bergankunft, diesmal in Rocca di Cambio, vor einem Topfavoriten, Michele Scarponi, durchsetzen.
Im Dezember 2014 kündigte Tiralongo an, die Tageszeitung La Repubblica wegen deren Berichterstattung zu den Ermittlungen der Staatsanwaltschaft Padua wegen Verleumdung zu verklagen. Er sehe sich in einem Artikel vom 7. Dezember zu Unrecht in die Nähe des Madrider "Dopingarztes" Eufemiano Fuentes gebracht.

## Erfolge
1999
- Gesamtwertung Triptyque Ardennais

2004
- Bergwertung Tour Down Under

2011
- eine Etappe Giro d’Italia

2012
- eine Etappe Giro d’Italia

2013
- Mannschaftszeitfahren Vuelta a España

2015
- eine Etappe Giro del Trentino
- eine Etappe Giro d’Italia

## Teams
- 2000 Fassa Bortolo
- 2001 Fassa Bortolo
- 2002 Fassa Bortolo
- 2003 Ceramiche Panaria-Fiordo
- 2004 Ceramica Panaria-Margres
- 2005 Ceramica Panaria-Navigare
- 2006 Lampre-Fondital
- 2007 Lampre-Fondital
- 2008 Lampre
- 2009 Lampre-NGC
- 2010 Astana
- 2011 Pro Team Astana
- 2012 Astana Pro Team
- 2013 Astana Pro Team
- 2014 Astana Pro Team
- 2015 Astana Pro Team